# Wamsutter (Wyoming)
Wamsutter es un pueblo ubicado en el condado de Sweetwater en el estado estadounidense de Wyoming. En el año 2010 tenía una población de 451 habitantes y una densidad poblacional de 132.65 personas por km².

## Geografía
Wamsutter se encuentra ubicado en las coordenadas 41°40′7.24″N 107°58′39.32″O / 41.6686778, -107.9775889. Según la Oficina del Censo, la localidad tiene un área total de 3,4 km² (1,3 mi²), de la cual 3,4 km² (1,3 mi²) es tierra y 0 km² (0 mi²) (0.0%) es agua.

### Localidades adyacentes
El siguiente diagrama muestra a las localidades en un radio de 68 kilómetros (42,3 mi) de Wamsutter.

## Demografía
En el 2000 la renta per cápita promedia del hogar era de $35.625, y el ingreso promedio para una familia era de $46.250. El ingreso per cápita para la localidad era de $18.943. En 2000 los hombres tenían un ingreso per cápita de $34.643 contra $20.000 para las mujeres. Alrededor del 10.60% de la población estaba bajo el umbral de pobreza nacional.